# Arhat

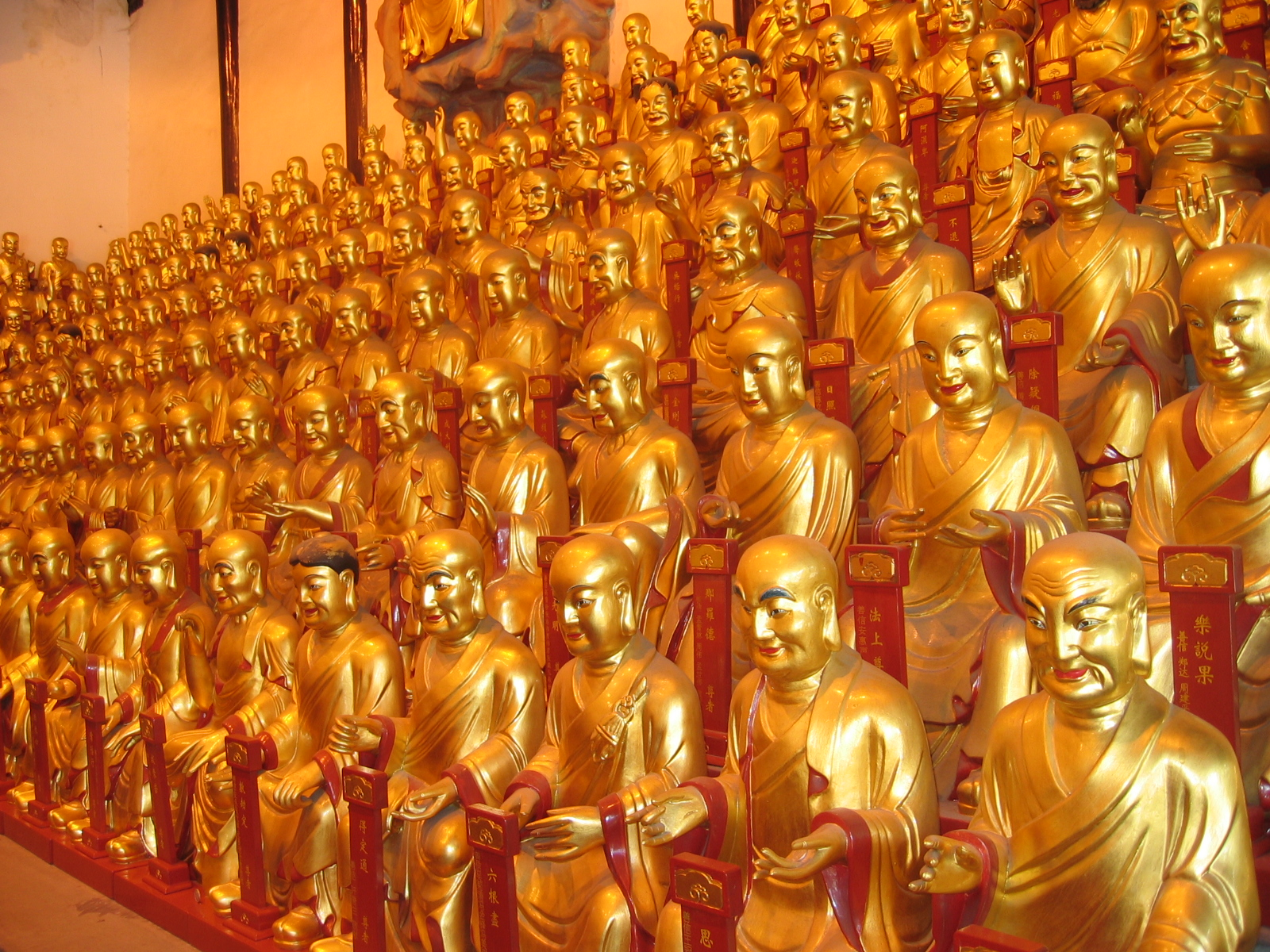
Estátuas de quinhentos arhats no templo Longhua, em Xangai, na República Popular da China

Arhat é um termo sânscrito usado em religiões orientais e escolas de esoterismo do ocidente para designar um ser de elevada estatura espiritual. A palavra tem, como variantes, as formas arahat, arahant, araham, rahat, lohan (na China) e grandmat (no Brasil) Significa, literalmente, "o digno, aquele que merece louvores divinos".
Foi, primeiro, empregada para nomear os santos do jainismo. Posteriormente, o termo foi adotado pelo budismo e pela teosofia com a mesma finalidade de designação de um grande sábio.
Existem algumas ligeiras variações de significado entre as várias escolas que usam a palavra, mas, em suma, concordam que o arhat, se não atingiu a meta final da evolução humana, dela está muito próximo, e que, tendo cumprido o caminho que leva às iniciações mais elevadas, penetra nos primeiros estágios do nirvana e já não está obrigado ao renascimento.
O budismo considera o próprio Buda um arhat, embora designe com a mesma palavra os seus seguidores mais importantes, demonstrando que existe um diferencial para com a condição de Buda, mesmo ambas coincidindo em outros pontos - o que diz da elevada qualidade do arhat. No jainismo, é o mesmo que jina, um ser que obteve a iluminação e que ensina aos outros como obtê-la. Para a teosofia, arhat é, ainda, um termo técnico que indica aquele que atravessou com sucesso a 4.ª Iniciação, estando imediatamente abaixo do nível de Mestre de Sabedoria ou Adepto. 